# Zygophylax kurilensis
Zygophylax kurilensis är en nässeldjursart som beskrevs av Antsulevich 1988. Zygophylax kurilensis ingår i släktet Zygophylax, och familjen Lafoeidae. Inga underarter finns listade i Catalogue of Life.